# Dvojštítník
Dvojštítník (Dipelta) je rod rostlin z čeledi zimolezovité. Jsou to opadavé keře s jednoduchými vstřícnými listy, připomínající v době květu weigelie. Květy jsou zvonkovité nebo nálevkovité, podepřené nápadnými listeny. Rod zahrnuje 3 druhy, rozšířené pouze v Číně. Druhy dvojštítník mnohokvětý a dvojštítník břichatý jsou v České republice pěstovány jako okrasné dřeviny.

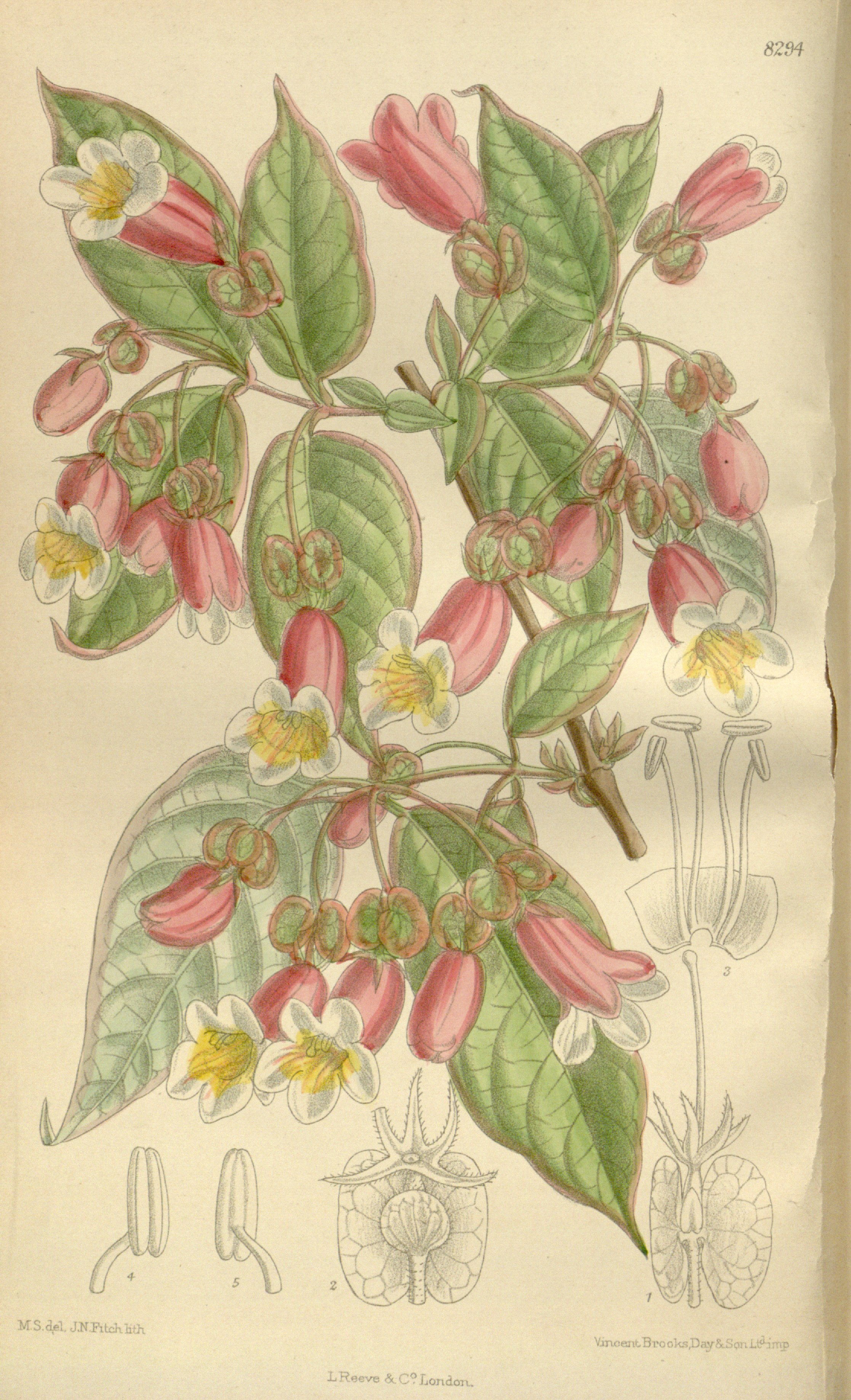
Ilustrace dvojštítníku břichatého z roku 1910

## Popis
Dvojštítníky jsou opadavé, vzpřímeně rostoucí keře, svým vzhledem připomínající weigelie. Dorůstají výšky do 4 metrů, dvojštítník mnohokvětý může v domovině dorůst i do podoby až 6 metrů vysokého stromu. Zimní pupeny jsou kryté několika páry šupin. Listy jsou jednoduché, vstřícné, celokrajné nebo při vrcholu zubaté, krátce řapíkaté, bez palistů. Na žilnatině a okraji čepele jsou lehce chlupaté. Květy jsou oboupohlavné, dvoustranně souměrné, ve svazečcích. Květy jsou podepřené 4 nestejnými listeny, které se v průběhu vývoje květu nebo až plodu zvětšují. Kalich je tvořen 5 čárkovitými až kopinatými, na bázi srostlými lístky. Koruna je nálevkovitá až zvonkovitá, lehce dvoupyská, na bázi zúžená a vypouklá. Horní pysk je dvoulaločný, spodní trojlaločný. Tyčinky jsou 4 a nevyčnívají z květů. Semeník obsahuje 4 komůrky, z nichž 2 obsahují větší počet sterilních vajíček a 2 po jednom plodném vajíčku. Čnělka je o něco kratší než koruna. Plodem je nažka se dvěma zvětšenými, křídlovitými listeny na bázi, na vrcholu nesoucí vytrvalý kalich.

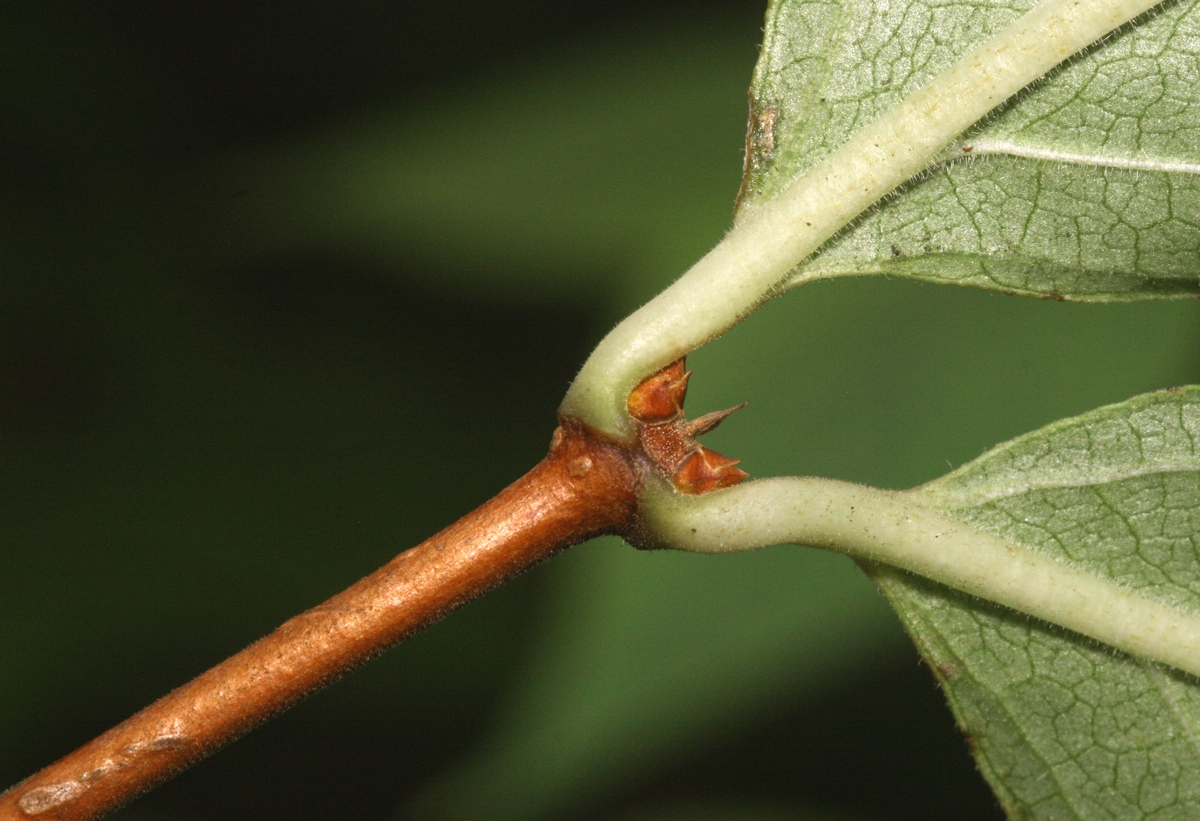
Detail větévky dvojštítníku mnohokvětého
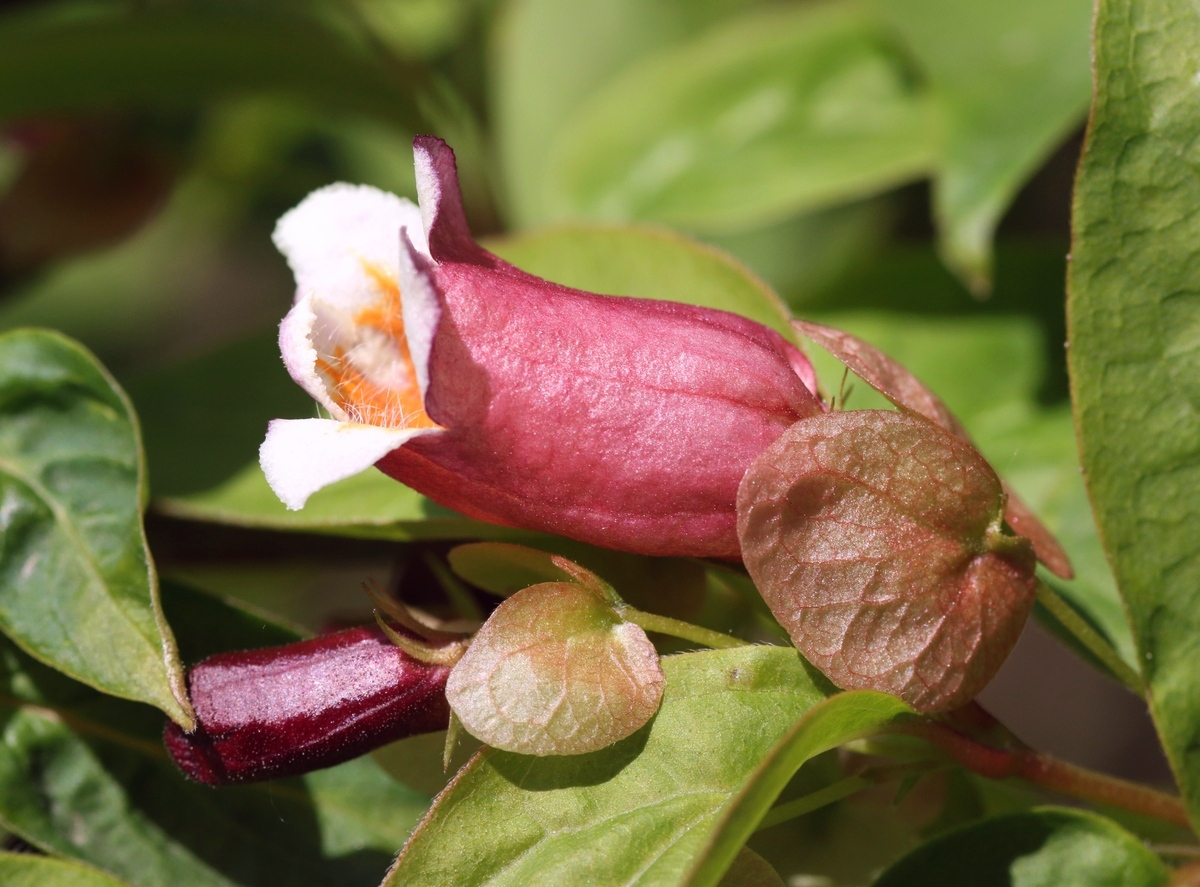
Květ dvojštítníku břichatého
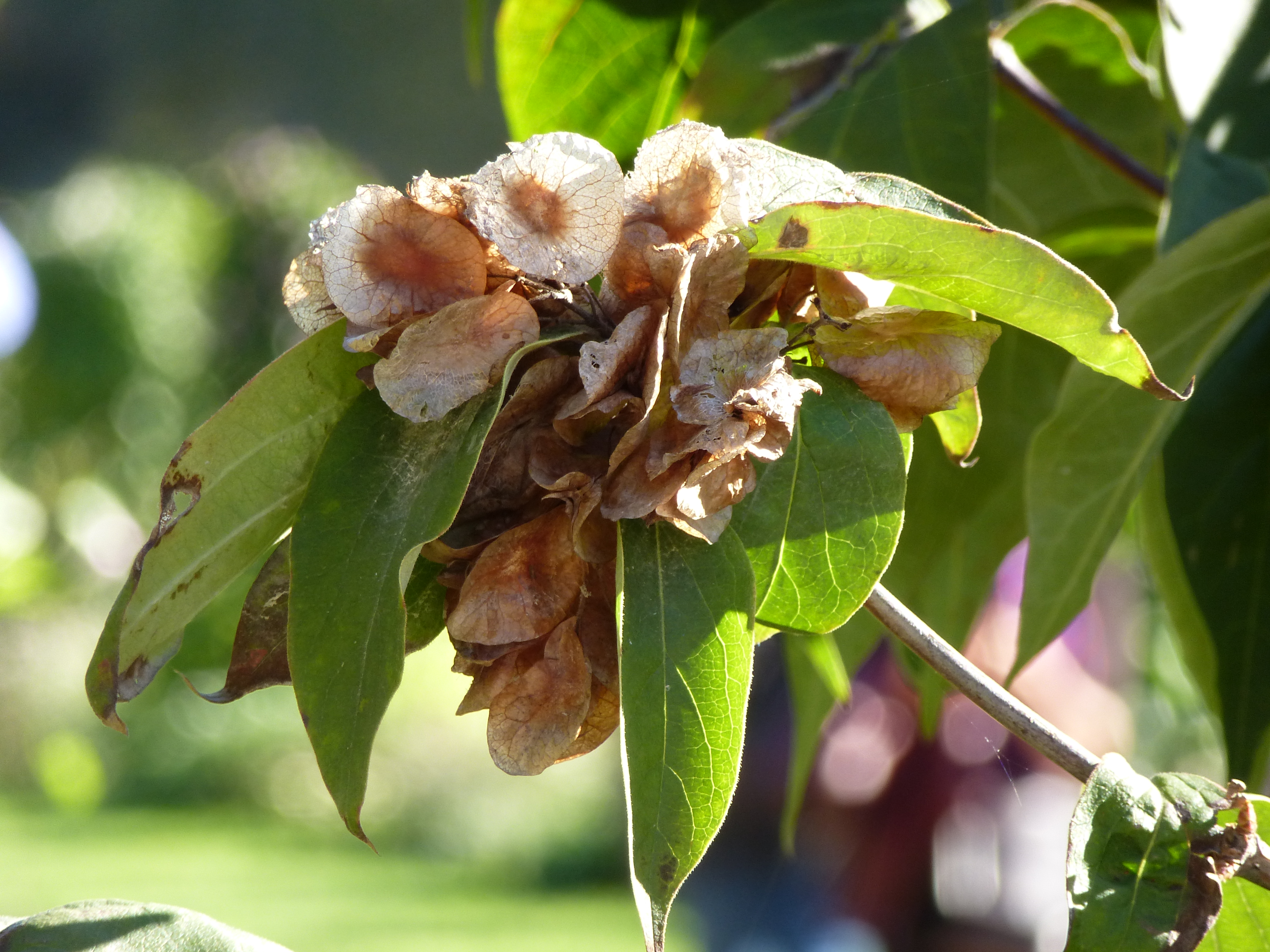
Plody dvojštítníku mnohokvětého

## Rozšíření
Rod Dipelta zahrnuje 3 druhy, rostoucí pouze ve střední a jihozápadní Číně. Dvojštítník mnohokvětý a dvojštítník břichatý rostou jako součást smíšených horských lesů a křovin v nadmořských výškách 600 až 2400 metrů. Druh D. elegans se vyskytuje v širokolistých lesích a jeho výskyt je omezen na provincie Kan-su a S’-čchuan, kde roste v nadm. výškách okolo 2000 metrů.

## Taxonomie
Rod Dipelta je spolu s dalšími blízce příbuznými rody (Kolkwitzia, Linnaea, Abelia, Diabelia, Zabelia, Vesalea) řazen do podčeledi Linnaeoideae. V minulosti byly řazeny i do samostatné čeledi Linnaeaceae. Taxonomie této skupiny není dosud ustálená. Ve studii z roku 2013 jsou všechny rody této skupiny s výjimkou rodu Zabelia vřazeny do široce pojatého rodu Linnaea. Toto pojetí následuje např. Catalogue of life.. Naopak ve studii z roku 2015 jsou rody této skupiny pojaty jako samostatné.

## Zástupci
- dvojštítník břichatý (Dipelta yunnanensis, syn. D. ventricosa)
- dvojštítník mnohokvětý (Dipelta floribunda)[2]

## Význam
Dvojštítník mnohokvětý a dvojštítník břichatý jsou v České republice pěstovány jako okrasné dřeviny. Je možno se s nimi setkat např. v Průhonickém parku, Dendrologické zahradě v Průhonicích, Pražské botanické zahradě v Tróji nebo Arboretu MU v Brně.

## Pěstování
Kultura je podobná jako u weigelií, mladé rostliny jsou však celkově choulostivější. Daří se jim v čerstvě vlhkých hlinitých půdách na výsluní nebo v polostínu. Staré větve je vhodné občas v období po odkvětu odstraňovat. Semena se vysévají na jaře do poloteplého pařeniště. Lze také řízkovat zelenými řízky v červnu.